# (100486) 1996 VH1
(100486) 1996 VH1 es un asteroide perteneciente al cinturón de asteroides, descubierto el 7 de noviembre de 1996 por Paul G. Comba desde el Observatorio de Prescott, Arizona, Estados Unidos.

## Designación y nombre
Designado provisionalmente como 1996 VH1.

## Características orbitales
1996 VH1 está situado a una distancia media del Sol de 3,120 ua, pudiendo alejarse hasta 3,175 ua y acercarse hasta 3,064 ua. Su excentricidad es 0,017 y la inclinación orbital 7,344 grados. Emplea 2013 días en completar una órbita alrededor del Sol.

## Características físicas
La magnitud absoluta de 1996 VH1 es 15. Tiene 7,108 km de diámetro y su albedo se estima en 0,038.